# Tell es Sawwan

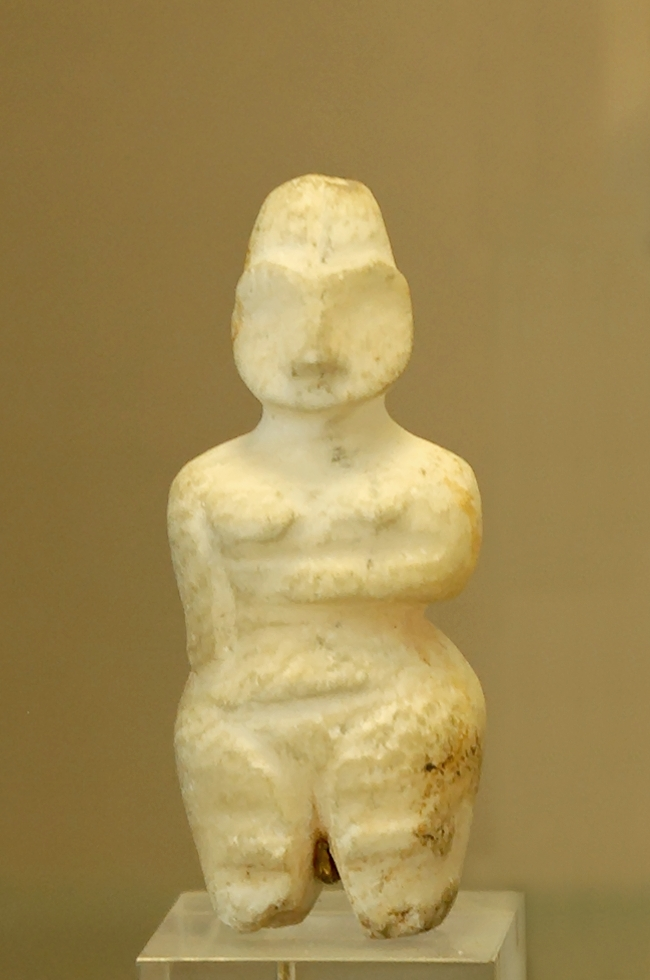
Figura d'una dona trobada a Tell es-Sawwan

Tell es-Sawwan és un jaciment arqueològic de la governació de Salah ad-Din, a l'Iraq. És el centre principal de la cultura de Samarra en la seva primera fase (5600 a 5400 aC), contemporània de la cultura d'Hassuna (5500-5000 aC). Encara que s'hi aprecien influències de la cultura d'Hassuna i posteriorment de la cultura d'Obeid, és considerat l'exemple clàssic de cultura de Samarra; també hi ha algunes tombes babilòniques.

## Arqueologia
Tell es-Sawwan és un munt oval de 200 metres de llarg i 110 metres d'ample amb una altura màxima de 3,5 metres; estava rodejat per una rasa defensiva. Fou excavat per un equip iraquià en set etapes entre 1964 i 1971. La segona fase fou dirigida per Khalid Ahmad Al-a'dami i les dues darreres per Walid Yasin.